# Herreninsel
Herreninsel (dříve také Herrenwörth) o rozloze 238 ha je největším ze tří hlavních ostrovů Chiemského jezera v Bavorsku. Spolu s ostrovy Fraueninsel a Krautinsel tvoří obec Chiemsee. Na ostrově žije asi jen 30 stálých obyvatel.
Ostrov je známý zámkem Herrenchiemsee, který je věrnou kopií Versaillského zámku a který nechal postavit král Ludvík II. Bavorský. Kromě něj se zde také nalézá bývalý augustiniánský klášter.